# Sepsis erocha
Sepsis erocha är en tvåvingeart som beskrevs av Ozerov 2000. Sepsis erocha ingår i släktet Sepsis och familjen svängflugor. Inga underarter finns listade i Catalogue of Life.